# Demjan Bedny

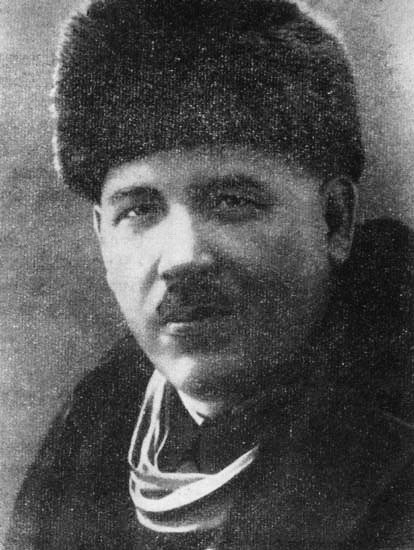
Demjan Bedny

Demjan Bedny (Russisch: Демьян Бедный, letterlijk ‘de arme’), pseudoniem voor Jefim Aleksejevitsj Pridvorov (Russisch: Ефим Алексеевич Придворов) (Oblast Kirovohrad, 13 april 1883 – Moskou, 25 mei 1945) was een Russisch schrijver en dichter.

## Leven en werk
Bedny stamde uit een boerenfamilie en studeerde letteren aan de Universiteit van Sint-Petersburg. In 1912 sloot hij zich aan bij de Bolsjewistische Partij, voor wie hij vanaf toen tot eind jaren dertig propagandistische verzen schreef,  veelal in de vorm van fabels met een satirische inslag (een beetje à la Krylov), volgens Karel van het Reve “niet zonder talent geschreven”. De toon van zijn werk is volks, toegankelijk, antireligieus, maar vooral ook agitorisch tegen de kapitalisten. Zijn positie was jarenlang die van min of meer officiële hofpoëet van Stalin en de proletarische klasse. Jesenin schold hem uit voor ‘lakei’. Zelf noemde hij zich ‘de zanger van de arbeidsmassa’.
Eind jaren dertig daalde de ster van Bedny, deels ook omdat hij zichzelf bleef herhalen. In 1937 schreef hij nog gedichten waarin hij de Grote Zuivering bejubelde, maar in 1938 werd zelf hij uit de partij en de schrijversbond gestoten. Tijdens de Tweede Wereldoorlog schreef hij nog liederen voor het front en rehabiliteerde hij zich enigszins. Hij overleed in 1945.

## Trivia
- Bedny stond  model voor de dichterfiguur Ivan Nikolajevitsj Ponirev („Besdomny“) in Michail Boelgakovs roman De Meester en Margarita.
- Het Russische stadje Spassk in Oblast Penza droeg te zijner ere van 1925 tot 2005 de naam Bednodemjanovsk.
- Bedny was getuige van de executie van Fanny Kaplan.
- Bedny had in de jaren dertig de grootste privé-bibliotheek van Rusland (30.000 titels); Stalin leende er regelmatig boeken. Bedny klaagde over de vette vingers die Stalin in de boeken achterliet wat Osip Mandelstam ertoe inspireerde in zijn gedicht 'de heerser' Stalins 'dikke vingers vet als wormen' te noemen.
- Bedny was de favoriete dichter van Nikita Chroesjtsjov.